# 129063 Joshwood
129063 Joshwood este o planetă minoră (asteroid) din centura de asteroizi. A fost descoperită pe 4 noiembrie 2004 la Catalina Station⁠(d) de Catalina Sky Survey. 
Obiectul prezintă o orbită caracterizată de o semiaxă mare de 3,1174932391628 UAi, o excentricitate de 0,06, o înclinație de 8,2 ° în raport cu ecliptica.